# Індіан-Рівер-Естейтс (Флорида)
Індіан-Рівер-Естейтс (англ. Indian River Estates) — переписна місцевість (CDP) в США, в окрузі Сент-Люсі штату Флорида. Населення — 6584 особи (2020).

## Географія
Індіан-Рівер-Естейтс розташований за координатами 27°21′19″ пн. ш. 80°17′56″ зх. д. / 27.35528° пн. ш. 80.29889° зх. д. (27.355220, -80.298986).  За даними Бюро перепису населення США в 2010 році переписна місцевість мала площу 15,40 км², з яких 14,35 км² — суходіл та 1,05 км² — водойми.

## Демографія
Згідно з переписом 2010 року, у переписній місцевості мешкало 6220 осіб у 2686 домогосподарствах у складі 1807 родин. Густота населення становила 404 особи/км².  Було 3044 помешкання (198/км²).
Расовий склад населення:
| - 92,9 % — білих - 3,1 % — чорних або афроамериканців - 0,7 % — азіатів - 0,5 % — корінних американців - 0,1 % — вихідців з тихоокеанських островів - 1,4 % — осіб інших рас |

До двох чи більше рас належало 1,4 %. Частка іспаномовних становила 6,3 % від усіх жителів.
За віковим діапазоном населення розподілялося таким чином: 16,8 % — особи молодші 18 років, 56,6 % — особи у віці 18—64 років, 26,6 % — особи у віці 65 років та старші. Медіана віку мешканця становила 49,5 року. На 100 осіб жіночої статі у переписній місцевості припадало 94,1 чоловіків;  на 100 жінок у віці від 18 років та старших — 92,3 чоловіків також старших 18 років.
Середній дохід на одне домашнє господарство  становив 50 044 долари США (медіана — 40 521), а середній дохід на одну сім'ю — 60 989 доларів (медіана — 49 059). Медіана доходів становила 29 801 долар для чоловіків та 35 922 долари для жінок. За межею бідності перебувало 12,6 % осіб, у тому числі 27,3 % дітей у віці до 18 років та 5,8 % осіб у віці 65 років та старших.
Цивільне працевлаштоване населення становило 2690 осіб. Основні галузі зайнятості: освіта, охорона здоров'я та соціальна допомога — 22,2 %, роздрібна торгівля — 12,7 %, науковці, спеціалісти, менеджери — 11,8 %.